# کویجنا
کویجنا (به لهستانی:  Kwiedzina) یک روستا در لهستان است که در گمینا کنتژن واقع شده‌است. کویجنا  ۵۰ نفر جمعیت دارد.